# Fisiologia vegetal
Em botânica, a fisiologia vegetal é a área de estudo que se dedica à análise das funções intrínsecas das plantas. Esta disciplina, profundamente enraizada na compreensão dos processos vitais, investiga uma ampla gama de fenômenos e tópicos fundamentais, entre os quais se destacam: 
- Fotossíntese
- Respiração celular
- Nutrição vegetal
- Hormônio vegetal
- Tropismos
- Nastismos
- Fotoperiodismo
- Fotomorfogénese
- Ritmos circadianos
- Fisiologia do stress
- Germinação de sementes
- Dormência
- Função dos estomas e transpiração (relações hídricas)

## Conceito
A fisiologia vegetal concentra-se na análise dos processos vitais inerentes às plantas. Estes fenômenos englobam aspectos do metabolismo vegetal, do desenvolvimento das plantas, dos movimentos que realizam e da sua reprodução.
Os fenômenos relacionados à herança genética constituem uma parcela tão substancial da fisiologia vegetal que deram origem a uma disciplina independente: a genética vegetal.
Este campo abarca todos os processos e estruturas que contribuem para a vitalidade de uma planta, estabelecendo-se como uma disciplina interdisciplinar que progride com notável celeridade como uma ciência. A compreensão das relações íntimas entre a estrutura e a função é de primordial importância, dado que as plantas se manifestam como organismos intrinsecamente dinâmicos.

## Conceito de Planta
A fisiologia vegetal abrange tanto as plantas superiores quanto as inferiores, contemplando as variações contínuas que decorrem de um mesmo tema comum.

## Composição dos Vegetais
A célula é a unidade elementar subjacente aos vegetais. Essas células contêm uma variedade de componentes, incluindo proteínas, ácidos nucleicos, lipídios, carboidratos e outros elementos essenciais.

### Membrana Plasmática
A membrana plasmática, uma camada dupla composta principalmente de fosfolipídios, reveste as células vegetais. Esta estrutura altamente fluida é impermeável à maioria das moléculas polares e engloba diversas proteínas que desempenham papéis cruciais em funções estruturais e de transporte.

### Vacúolos
Exclusivos das plantas e fungos, os vacúolos são vesículas internas volumosas, envolvidas por uma membrana conhecida como tonoplasto. Desempenham múltiplas funções, desde a manutenção da pressão de turgor até o armazenamento, modelagem do citoplasma e regulação do ambiente citoplasmático.

### Núcleo
O núcleo, contendo o material genético da célula (DNA), atua como o centro de controle das operações celulares.

### Sistemas de Endomembranas
As organelas ligadas por membranas, como o retículo endoplasmático (RE), desempenham papéis vitais na síntese e processamento de proteínas. O retículo endoplasmático pode ser liso ou rugoso (este último possui ribossomos aderidos), enquanto o complexo de Golgi (dictiossomos) está envolvido no processamento de glicoproteínas.

### Mitocôndrias
As mitocôndrias, localizadas no interior das células, são responsáveis pela respiração celular e pelo metabolismo do carbono. Essas organelas possuem uma membrana dupla e são os principais locais de produção de energia na forma de ATP. Elas também apresentam um grau de autonomia, possuindo seu próprio DNA.

### Plastídios
Exclusivos das plantas, os plastídios constituem uma família de organelas com membranas duplas derivadas de pré-plastídios. Os exemplos incluem os cloroplastos, leucoplastos e cromoplastos, cada um com funções específicas. Assim como as mitocôndrias, os cloroplastos possuem seu próprio DNA e operam de forma semiautônoma.

### Microcorpos
Os microcorpos englobam uma variedade de organelas especializadas, como os peroxissomos, que se ocupam do metabolismo da catalase e do glicolato, e os glioxissomos, que estão envolvidos na conversão de gorduras em açúcares. Além disso, os hidrogenossomos constituem outra classe de microcorpos.

### Citoesqueleto
Composto por microfibrilas de celulose, microtúbulos de tubulina e microfilamentos de actina, o citoesqueleto confere estrutura à célula. Estas estruturas dinâmicas desempenham funções variadas, como a formação de fusos mitóticos, orientação da parede celular e movimentação citoplasmática.

### Parede celular
A parede celular, uma estrutura crucial nas plantas, é dividida em parede primária e parede secundária. A parede primária, elástica e composta principalmente por celulose e hemicelulose, permite o crescimento da célula. Por outro lado, a parede secundária, altamente lignificada, confere resistência.

### Plasmodesmos
Os plasmodesmos são canais que atravessam as membranas entre as células, facilitando a comunicação e a transferência de materiais.

## Células e tecidos
A fisiologia vegetal considera diferentes tipos celulares, como o parênquima, colênquima e esclerênquima. O sistema vascular, situado no cilindro central da raiz (estelo) e nos tecidos vasculares de caules e folhas, desempenha o papel de sistema de bombeamento.

### Tipos celulares
A fisiologia vegetal considera diferentes tipos celulares, como o parênquima, colênquima e esclerênquima. O sistema vascular, situado no cilindro central da raiz (estelo) e nos tecidos vasculares de caules e folhas, desempenha o papel de sistema de bombeamento.

### Xilema
O xilema é composto por traqueídes ocas e elementos de vasos condutores. Estas estruturas, já mortas na maturidade funcional, são responsáveis pelo transporte de água e sais minerais (seiva bruta).

### Floema
O floema, ao contrário do xilema, mantém suas células vivas na maturidade. Apesar da ausência de núcleo nessas células, o floema é vital para o transporte da seiva elaborada, composta principalmente de glicose.

## Órgãos
A fisiologia vegetal abrange os órgãos essenciais das plantas: raízes, folhas e caules. A vasta diversidade observada nessas estruturas é fundamental para a adaptação das plantas aos ambientes em que crescem.